# جاك كامينغز (تنس)
جاك كامينغز (بالإنجليزية: Jack Cummings)‏ كان لاعب كرة مضرب أسترالي. حقق مركز الوصيف في البطولات الأسترالية 1928 حيث خسر أمام جان بورترا.

## النهائيات

### الفردي (1)

#### الوصافة (1)
| السنة | البطولة                       | الأرضية | المنافس في النهائي | النتيجة في النهائي      |
| 1928  | بطولة أستراليا المفتوحة للتنس | عشبية   | جان بورترا         | 4–6, 1–6, 6–4, 7–5, 3–6 |

## روابط خارجية
- جاك كامينغز على موقع رابطة محترفي التنس (الإنجليزية)
- جاك كامينغز على موقع أرشيف التنس.كوم (الإنجليزية)
- جاك كامينغز على موقع بطولة ويمبلدون (الإنجليزية)